# Macrobiotus altitudinalis
Macrobiotus altitudinalis är en djurart som tillhör fylumet trögkrypare, och som beskrevs av Vladimir I. Biserov 1998. Macrobiotus altitudinalis ingår i släktet Macrobiotus och familjen Macrobiotidae. Inga underarter finns listade i Catalogue of Life.